# Sabahya
Sabahya is een geslacht van spinnen uit de  familie van de Tetrablemmidae.

## Soorten
- Sabahya bispinosa Deeleman-Reinhold, 1980
- Sabahya kinabaluana Deeleman-Reinhold, 1980